# Siyoli Waters
Siyoli Waters (* 31. Januar 1983 in East London als Siyoli Lusaseni) ist eine ehemalige südafrikanische Squashspielerin.

## Karriere
Siyoli Waters begann ihre Karriere im Jahr 2009 und gewann zehn Titel auf der WSA World Tour. Ihre beste Platzierung in der Weltrangliste erreichte sie mit Rang 28 im Oktober 2013. Mit der südafrikanischen Nationalmannschaft nahm sie 2008, 2010, 2012 und 2014 an der Weltmeisterschaft teil. 2013 wurde sie sowohl im Einzel als auch mit Südafrika im Mannschaftswettbewerb Afrikameisterin. Außerdem wurde sie 2013 und 2014 südafrikanische Meisterin.
Sie ist verheiratet und hat eine Tochter (* Oktober 2017).

## Erfolge
- Afrikameisterin: 2013
- Afrikameisterin mit der Mannschaft: 2013
- Gewonnene WSA-Titel: 10
- Südafrikanischer Meister: 2013, 2014